# Selma (Kartoffel)
Die festkochende Salatkartoffel Selma wurde 1972 in Deutschland erstzugelassen. Sie bevorzugt sonnige, nährstoffreiche und sandige bis lehmige Ackerböden.
Sie hat gelbes Fleisch und eine gelbe Schale sowie eine glatte Haut und eine lange ovale Form; bei ungünstigen Wetterbedingungen kann sie ausgefallene Formen annehmen, was jedoch den Geschmack nicht beeinträchtigt. Ihre Reifezeit ist mittelfrüh. Sie ist eine der gefragtesten Salatkartoffelsorten in Süddeutschland.

## Resistenzen
Sie ist resistent gegen Kartoffelkrebs und hat eine hohe Resistenz gegen Kartoffelschorf, Rhizoctonia, Erwinia-Schwarzbeinigkeit, Kartoffelvirus A. 

## Anfälligkeiten
Sie weist eine Anfälligkeit gegenüber Blattrollvirus, Y-Virus und Kartoffelnematoden auf. Daher wird vom eigenen Nachbau abgeraten.
Zu beachten ist, dass manche Literaturquellen von dem Einsatz des Herbizidwirkstoffs Metribuzin in Nachauflaufbehandlungen abraten.